# Beautiful Girls
"Beautiful Girls" (em português:  Garotas Bonitas) é uma canção do cantor e rapper Sean Kingston em seu primeiro e homônimo álbum Sean Kingston (2007). A canção possui samples do clássico de Ben E. King, "Stand by Me".
Também há um remix com o rapper Sheek Louch, e outro remix com uma nova melodia com participação do rapper cubano Pitbull.
JoJo gravou uma versão de "Beautiful Girls", intitulada "Beautiful Girls Reply" (em português:  Réplica à Beautiful Girls), mas não tem participação de Sean Kingston. Essa canção foi disponibilizada para download gratuito e legal na página no MySpace da cantora e agora está disponível também em archive.org como um arquivo em domínio público. Está atualmente na posição #39 na parada norte-americana Top 40 Rhytmic. O rapper de reggae Collie Buddz e o cantor pop James Longhorn também fizeram covers da canção.

## Faixas e versões
- "Beautiful Girls" (Versão do Álbum) - 4:02
- "Beautiful Girls" (Instrumental) - 3:47
- "Beautiful Girls" (A Cappella) - 3:47
- "Beautiful Girls (Remix)" (participação de Sheek Louch)
- "Beautiful Girls (Remix)" (participação de Angela Via)
- "Beautiful Girls (Remix)" (participação de Lil' Mama) - 3:47
- "Beautiful Girls" (Isla Verde Remix) - 3:43
- "Beautiful Girls" (Isla Verde Acoustic Sunset) - 3:15
- "Beautiful Girls Reply" (por JoJo) - 3:50

## Desempenho nas paradas

### Posições
| Parads (2007)                                | Melhor posição |
| -------------------------------------------- | -------------- |
| Brasil (Billboard Brasil Hot 100)            | 1              |
| Austrália (ARIA)                             | 1              |
| Áustria (Ö3 Austria Top 75)                  | 4              |
| Bélgica (Ultratop 50 de Flandres)            | 10             |
| Bélgica (Ultratop 50 da Valônia)             | 7              |
| Canadá (Canadian Hot 100)                    | 1              |
| República Checa (Rádio Top 100)              | 9              |
| Dinamarca (Hitlisten)                        | 2              |
| Europa (Billboard European Hot 100 Singles)  | 1              |
| Finlândia (Suomen virallinen lista)          | 19             |
| França (SNEP)                                | 2              |
| Alemanha (Offizielle Deutsche Charts)        | 10             |
| Hungria (Rádiós Top 40)                      | 1              |
| Hungria (Dance Top 40)                       | 6              |
| Hungria (Single Top 40)                      | 7              |
| Irlanda (IRMA)                               | 1              |
| Itália (FIMI)                                | 7              |
| Países Baixos (Single Top 100)               | 11             |
| Nova Zelândia (Recorded Music NZ)            | 1              |
| Noruega (VG-lista)                           | 6              |
| Eslováquia (Rádio Top 100)                   | 14             |
| Espanha (PROMUSICAE)                         | 1              |
| Suécia (Sverigetopplistan)                   | 3              |
| Suíça (Schweizer Hitparade)                  | 11             |
| Reino Unido (UK Singles Chart)               | 1              |
| Estados Unidos (Billboard Hot 100)           | 1              |
| Estados Unidos (Billboard R&B/Hip-Hop Songs) | 12             |
| Estados Unidos (Billboard Mainstream Top 40) | 2              |

### Paradas de fim de ano
| Tabelas (2007)           | Posição |
| ------------------------ | ------- |
| Australian Singles Chart | 10      |
| German Singles Chart     | 64      |
| UK Singles Chart         | 15      |
| Billboard Hot 100        | 31      |

| Paradas (2008)       | Posição |
| -------------------- | ------- |
| Espanha (PROMUSICAE) | 35      |